# El Pedró (Granollers)
El Pedró és una muntanya de 168 metres que es troba entre els municipis de Granollers i de la Roca del Vallès, a la comarca del Vallès Oriental.
Al cim s'hi troba un vèrtex geodèsic (referència 292117001).